# Тар Хил (Северна Каролина)
Тар Хил (енгл. Tar Heel) град је у америчкој савезној држави Северна Каролина.

## Демографија
По попису из 2010. године број становника је 117, што је 47 (67,1%) становника више него 2000. године.
| Група             | 2000.      | 2010.       |
| Белци             | 61 (87,1%) | 107 (91,5%) |
| Афроамериканци    | 8 (11,4%)  | 0 (0,0%)    |
| Азијати           | 0 (0,0%)   | 0 (0,0%)    |
| Хиспаноамериканци | 0 (0,0%)   | 6 (5,1%)    |
| Укупно            | 70         | 117         |